# FQDN

Modelo jerárquico de FQDN

Un FQDN (sigla en inglés de fully qualified domain name) es un nombre de dominio completo que incluye el nombre de la computadora y el nombre de dominio asociado a ese equipo. Por ejemplo, dada la computadora llamada «serv1» y el nombre de dominio «bar.com.», el FQDN será «serv1.bar.com.»; a su vez, un FQDN asociado a serv1 podría ser «post.serv1.bar.com.». En los sistemas de nombre de dominio de zonas, y más especialmente en los FQDN, los nombres de dominio se especificarán con un punto al final del nombre, aunque se puede omitir.
La longitud máxima permitida para un FQDN es 255 caracteres (bytes), con una restricción adicional a 63 bytes por etiqueta dentro de un nombre de dominio. Las etiquetas FQDN se restringen a un juego de caracteres limitado: letras A-Z de ASCII, los dígitos, y el carácter «-» , y no distinguen mayúsculas de minúsculas. En 2004 se añadieron algunos caracteres como «ä, ö, ü, é, à, è...» como caracteres permitidos para las etiquetas.
La sintaxis de los nombres de dominio se discute en varios RFC -- RFC 1035, RFC 1123 y RFC 2181. 